# Dark Necessities
"Dark Necessities" is een nummer van de Amerikaanse rockband Red Hot Chili Peppers en is de eerste single van hun elfde studioalbum The Getaway. "Dark Necessities" kwam uit op 5 mei 2016.

## Hitnoteringen

### Nederlandse Top 40
| Positie: | 36 | 35 | 35 | uit |

### NederlandseSingle Top 100
| Positie: | 60 | 91 | 99 | uit |

### NederlandseMega Top 50
| Hitnotering: 14-05-2016 t/m 30-07-2016 | Hitnotering: 14-05-2016 t/m 30-07-2016 | Hitnotering: 14-05-2016 t/m 30-07-2016 | Hitnotering: 14-05-2016 t/m 30-07-2016 | Hitnotering: 14-05-2016 t/m 30-07-2016 | Hitnotering: 14-05-2016 t/m 30-07-2016 | Hitnotering: 14-05-2016 t/m 30-07-2016 | Hitnotering: 14-05-2016 t/m 30-07-2016 | Hitnotering: 14-05-2016 t/m 30-07-2016 | Hitnotering: 14-05-2016 t/m 30-07-2016 | Hitnotering: 14-05-2016 t/m 30-07-2016 | Hitnotering: 14-05-2016 t/m 30-07-2016 | Hitnotering: 14-05-2016 t/m 30-07-2016 | Hitnotering: 14-05-2016 t/m 30-07-2016 |
| Week:                                  | 1                                      | 2                                      | 3                                      | 4                                      | 5                                      | 6                                      | 7                                      | 8                                      | 9                                      | 10                                     | 11                                     | 12                                     |                                        |
| -------------------------------------- | -------------------------------------- | -------------------------------------- | -------------------------------------- | -------------------------------------- | -------------------------------------- | -------------------------------------- | -------------------------------------- | -------------------------------------- | -------------------------------------- | -------------------------------------- | -------------------------------------- | -------------------------------------- | -------------------------------------- |
| Positie:                               | 34                                     | 27                                     | 26                                     | 29                                     | 30                                     | 34                                     | 30                                     | 25                                     | 37                                     | 43                                     | 50                                     | 48                                     | uit                                    |

### NPO Radio 2 Top 2000
| Nummer met noteringen in de NPO Radio 2 Top 2000 | '16  | '17 | '18 | '19 | '20 | '21 | '22 | '23 | '24 |
| ------------------------------------------------ | ---- | --- | --- | --- | --- | --- | --- | --- | --- |
| Dark Necessities                                 | 1089 | 555 | 624 | 726 | 775 | 795 | 813 | 941 | 953 |

1. ↑  Een vetgedrukt getal geeft de hoogste notering aan.
2. ↑  2016 was het eerste jaar met een notering voor dit nummer.